# 王國棟
王國棟，OBE（1900年7月7日—1991年10月4日），英國、香港和澳洲的產科及婦科醫學家，1938年至1956年擔任香港大學婦產科學系主任和講座教授，任內兼任過香港大學醫學院院長和香港大學副校長等要職。他在香港淪陷期間逃到重慶，設法接濟其他逃出香港的港大學生，多達接近350人受惠。
王國棟在1926年自英國來華，1938年來港前曾先後在北京協和醫院學院和山東齊魯大學任職。在1941年香港保衛戰期間，他主持大學救濟醫院的工作，同年12月25日香港淪陷後，他繼續留守救濟醫院，復於翌年2月在秦惠真醫生協助下逃出陷區，最終抵達重慶。在那裡，他得到英國駐華大使館和中國教育部等方面的協助，得以接濟近350名同樣逃出香港的港大學生。他又安排港大學生入讀遷到當地一帶的院校以恢復學業，受惠的港大學生到1944年1月多達243人。
這批在中國大陸繼續學業的港大學生當中，其中約140人為港大醫科生，分別獲安排入讀當地其中六家院校。考慮到這批醫科生有可能不獲英國醫學總會承認，王國棟爭取為他們取得向醫學總會申請註冊執業的資格。在戰後1946年至1948年間，最終有63名在其中四家院校恢復學業的港大醫科生，獲香港大學醫科學位緊急委員會頒授獲醫學總會認可的醫科學位。
王國棟戰後致力於重整港大校業，1956年離開港大後，他先後協助澳洲西澳大學和肯雅東非大學草創醫學院，並擔任兩所學院的創院院長。另一方面，他也十分關注香港的家庭計劃發展，在戰後嘗任香港家庭計劃指導會主席、會長和總監。
王國棟在1926年當選為英格蘭皇家外科醫學院院士、1929年當選為英國婦產科醫學院創院院士、1957年當選為澳洲皇家外科醫學院院士、以及在1979年當選為澳洲婦產科醫學院院士。為表揚他的貢獻，他曾於1953年獲英廷頒授OBE勳銜，以及在1971年和1973年分別獲西澳大學和香港大學頒授榮譽博士學位。

## 生平

### 早年生涯
王國棟在1900年7月7日生於英國倫敦，父親腓特烈·亨利·金（Frederick Henry King）為浸信會牧師。他早年在1911年至1915年受教於布里斯托文法學校（Bristol Grammar School），1915年至1918年入讀利物浦學院男子高校（Liverpool Institute High School for Boys）。在第一次世界大戰尾聲，他於1918年加入第六英皇利物浦軍團，受訓成為士官生。
一戰結束後，王國棟在1919年考入倫敦大學轄下倫敦醫院醫學院（倫敦大學瑪麗皇后學院巴茲及倫敦醫學暨牙醫學院前身），受訓成為婦產科醫生。他在1924年考獲英格蘭皇家外科醫學院院員（M.R.C.S.）及倫敦皇家內科醫學院執照持牌人（L.R.C.P.）資格，1926年又當選為英格蘭皇家外科醫學院院士（F.R.C.S.）。
在1926年，王國棟加入大英浸信會，以醫療傳教士身份隻身前往中國北京，在協和醫院學院任婦產科助理教授，由此展開他在遠東多年的醫學生涯，任內於1929年當選為英國婦產科醫學院（後改稱皇家婦產科醫學院）創院院士（F.R.C.O.G.）。五年以後的1931年，鑑於東北局勢不穩，他轉到山東齊魯大學醫學院（山東大學醫學院前身）任職產科及婦科學系系主任，期間曾開辦中國最早期的家庭計劃診所。在華期間，王國棟又認識了漢學家林仰山教授（Professor F. S. Drake）和病理學家侯寶璋教授等學者，並結交成為好友。

### 執教港大
在1938年，王國棟再因中國大陸戰局動盪而轉抵香港，獲香港大學醫學院聘任為產科及婦科學系主任兼講座教授，同年獲香港政府委任為助產士管理局（Midwives Board）委員，並兼任瑪麗醫院產科專科醫生。在1940年，他進一步接替賴廉士教授出任港大醫學院院長。此外，王國棟在1940年至1941年間還協助新成立的香港護士及助產士會（香港助產士會前身）與港府商討有關《助產士條例》的修訂工作，連串的討論促成立法局於1941年9月通過《1941年助產士修訂草案》。
根據修訂，助產士管理局在原來由醫務總監擔任主席、以及由七名合資格醫學界人士擔任委員的格局上，再增添兩個委員名額，由合資格的登記助產士出任，使管理局內首度設有專門代表助產士的席位。針對港府計劃規定畢業滿七年的助產士必須再接受四星期全職複修課程，該修訂草案也賦予管理局監管有關複修課程的權力；而經王國棟等爭取下，港府始同意放寬有關規定，容許年滿50歲或已不再執業的助產士豁免參與複修課程，以免影響這類人士的生計。修訂草案通過當日，王國棟獲得立法局華人非官守議員羅文錦在局內點名致謝，以答謝他在港府制定草案期間提供的不少意見。

### 二戰經歷
然而，不久而後，日軍在1941年12月8日進犯香港，香港保衛戰一觸即發。連番抵抗後，港督楊慕琦爵士在同年12月25日「黑色聖誕節」宣佈無條件投降，標誌著香港淪陷。在保衛戰期間，王國棟負責留守香港大學，率領大學員生主持臨時設於陸佑堂的大學救濟醫院，協助收留因瑪麗醫院額滿而未能接收的病人；及至香港淪陷後，不少屬於日本敵國的外籍居民遭遣送入拘留營，但王國棟獲日方批准留在市區，負責維持大學救濟醫院、瑪麗醫院和贊育醫院的運作。
在1942年2月，即大學救濟醫院停辦前兩個月，王國棟在大學同事秦惠真醫生暗中協助下，由西貢深涌村經大鵬灣逃出香港，幾經轉折下途經惠州、東江、曲江、衡陽、桂林、金城江、貴陽和滇緬公路，最終在同年4月中抵達當時屬於國民政府戰時首都的重慶，操流利漢語的他在途上未有遇上很大困難。王國棟逃出香港的消息為日方所震怒，日方曾透過英國駐葡萄牙里斯本大使，向重慶的英國駐華大使薛穆爵士要求著令王國棟返回香港。由於英方拒絕日方的要求，因此王國棟未有回香港，從而免遭日方處決之虞。

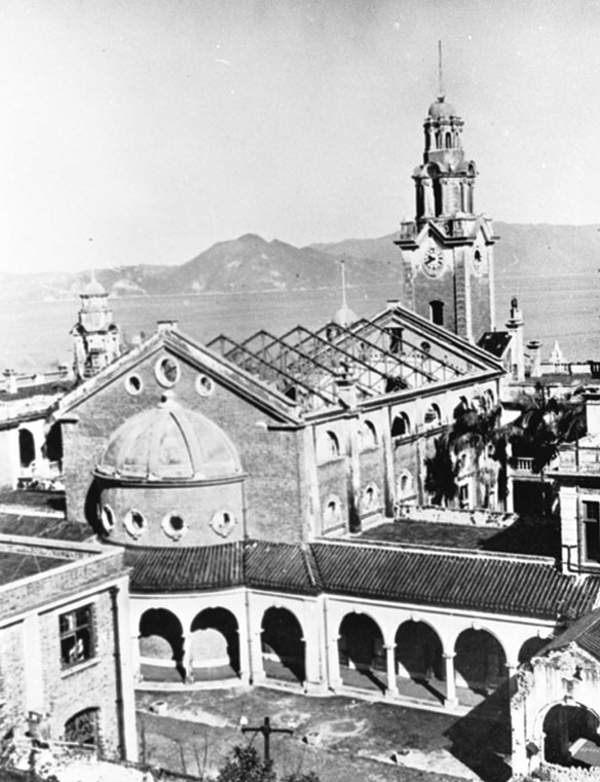
經歷戰火洗劫的香港大學

身在重慶的王國棟原本打算加入皇家陸軍醫療兵團，但眼見不少逃出香港的港大學生學業中斷，於是他改變初衷，轉為設法協助這些學生恢復學業。當時薛穆在重慶設有香港難民救濟局（Hong Kong Refugee Relief Bureau），接濟逃離淪陷地區的香港人，在他的支持下，王國棟遂得以設立附屬於救濟局的大學救濟工作組（University Relief Work），向逃出香港的港大學生提供接濟，而資金則由英國駐華使館方面提供。
同時間，在王國棟爭取下，中國教育部部長陳立夫承諾港大生可以在大陸的院校繼續學業，使他們不致於陷入失學的局面。為此，王國棟在1942年4月至6月間奔走於貴陽、柳州、桂林和曲江等地，成功與不少於127名流落各地的港大學生取得聯絡。此後，獲得接濟的港大學生人數接連上升，到1943年12月更累積升至不少於346人，佔港大停課前約600名學生的一半以上。
在重慶期間，王國棟獲國立上海醫學院院長朱恒璧博士聘任為婦科及產科訪問教授，於歌樂山的戰時校址授課，並自設辦公室日以繼夜地安排港大學生入讀遷到當地的院校。為了更有效率地安排港大學生恢復學業和跟進他們的生活，時任中英文化協會總幹事杭立武博士還籌設了一個香港大學救濟委員會，成員分別由中國外交部和教育部等政府機關、英國駐華大使館和香港大學的代表擔任，而王國棟即為委員之一。
及至1944年1月，有多達243名港大學生經王國棟等人的協助，就讀於一些遷到成都、重慶、昆明和曲江等地的院校，當中包括國立中央大學、齊魯大學、浙江大學、國立中正大學、重慶大學、國立中山大學、雅禮協會國立湘雅醫學院、金陵女子大學、廣西大學、嶺南大學、國立上海醫學院、西南聯合大學、大夏大學、華西大學和燕京大學。即使戰時交通不便，王國棟仍成功在1943年12月安排出逃香港的秦惠真到英國深造，以及於1944年2月安排港大學生梁文華和黃麗松獲取羅德獎學金，到牛津大學攻讀博士學位。
另一方面，在得到王國棟等人接濟的港大學生當中，還包括不少港大醫科生。及至1942年底，這批醫科生為數約140人，分別獲安排入讀齊魯大學、廣西省立醫學院、嶺南大學、國立湘雅醫學院、國立上海醫學院和國立中山大學六所院校。考慮到這批醫科生在中國大陸的院校恢復學業，有可能不獲英國醫學總會承認，王國棟遂在1942年12月致函醫學總會，希望醫學總會承認大學一年級生以外，所有在大陸院校就讀的原港大醫科生，讓這些醫科生符合向醫學總會申請註冊執業的資格。王國棟在信中指出，這些醫科生都在由中國教育部評訂為「甲級」的院校就讀，因此所接受的醫科課程與港大醫學院的水平相若。他認為如果醫學總會不承認這批學生的資歷，將窒礙香港日後的重建工作。
在外相艾登予以支持下，醫學總會在1943年5月作出了正面回應，並在同年9月設下一些認可資歷的準則，復於1944年6月正式批准王國棟的提議，但最終只有國立上海醫學院、國立湘雅醫學院、齊魯大學和嶺南大學四所院校的港大醫科生符合資格。未幾，王國棟因加入皇家陸軍醫療兵團而在1944年9月返回英國受訓，期間曾再與有關當局商討認可學歷的問題，隨後於1945年3月以皇家陸軍醫療兵團軍官的身份返抵重慶，為日本一旦投降後收復香港造好準備。
在1945年8月15日，日本宣佈無條件投降，結束三年零八個月的香港日治時期。香港重光後，王國棟旋即以皇家陸軍醫療兵團陸軍中校的身份，隨英軍返回香港，並在海軍中將夏慤爵士主持的臨時軍政府中出任助理醫務總監，負責在短時間內重整公立醫院和診所的醫療服務。與此同時，樞密院在醫學總會奏請下發出一道樞密令，批准港大設立一個香港大學醫科學位緊急委員會，負責考慮向戰時於中國大陸繼續學業的醫科生，頒授獲醫學總會認可的港大學位。緊急委員會由賴廉士上校和王國棟等五人組成，於1946年初作首次會議，至1948年12月作最後一次會議，經過慎重的考慮，最終前後共有63名在大陸繼續學業的港大醫科生，獲緊急委員會推薦領受港大醫科學位。

### 戰後生涯
在1947年，王國棟返回逐漸復課的港大復任產科及婦科學系主任兼講座教授，並在1948年起重新兼任港大醫學院院長。雖然醫學院院長一職在1950年至1951年間一度由彭斐爾博士（Dr. S. M. Banfill）接任，但此後再由王國棟兼任至1954年為止。在1954年至1955年，他又兼任港大副校長一職。王國棟在戰後致力於重整港大校業，使港大從戰後初年蕭條的局面逐漸恢復過來；另一方面，他又專注於瑪麗醫院和贊育醫院的教學工作，在他的爭取下，由港大醫學院提供的產科及婦科課程，更正式獲得英國皇家婦產科醫學院的認可。

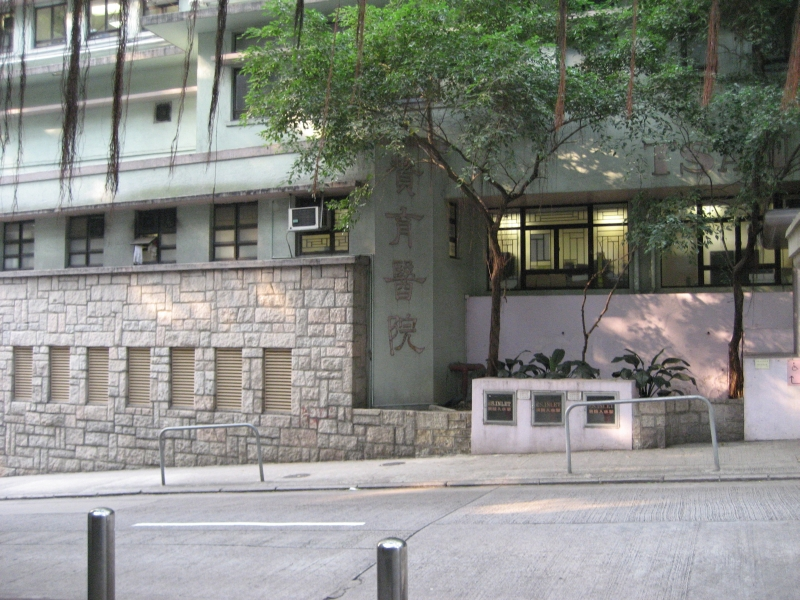
位於西營盤醫院道的贊育醫院新址

除了港大的發展以外，王國棟也十心關注香港戰後的家庭計劃，他早於1938年起數度連任香港優生學會主席，學會戰後於1950年更名為香港家庭計劃指導會後，他旋任指導會的主席，隨後於1955年至1956年改任會長一職。王國棟在指導會任職期間積極推廣計劃生育，且兼任醫務衛生署婦產科顧問，爭取改善香港的婦產科醫療服務，促成英皇御准香港賽馬會捐出350萬港元興建贊育醫院新址。位於西營盤醫院道的贊育醫院新址復於1952年10月舉行奠基禮，以及在1955年6月落成啟用。為表揚他對香港婦產科醫療服務的貢獻，他在1953年6月的英女皇伊利沙伯二世加冕授勳名單中，特別獲英廷獎授OBE勳銜。
在1956年，王國棟闊別任職多年的香港大學，卸任產科及婦科學系主任及講座教授一職，由好友秦惠真教授接任。翌年，他轉往澳洲的西澳大學，在該校新成立的醫學院擔任創院產科及婦科學系講座教授，另外又同時擔任皇家珀斯醫院榮譽產科顧問醫生和當選為澳洲皇家外科醫學院院士（F.R.A.C.S.）。在1957年至1960年以及在1962年至1964年間，王國棟也兼任西澳大學醫學院的創院院長，他對該校醫學院的初年發展奠下重要基礎，並且一直擔任產科及婦科學系教授至1965年才向校方告退，卸任翌年即獲校方聘任為榮休講座教授，和留任皇家珀斯醫院榮休產科顧問醫生一職。
儘管卸下了西澳大學醫學院的工作，但王國棟卻退而不休，在1965年至1966年出任英國皇家婦產科醫學院澳洲理事會主席。未幾，在澳洲外交部邀請下，他於1967年應肯雅政府的請求協助設立東非大學醫學院，並擔任創院院長一職。在1969年卸任後，該校醫學院在1970年改組成為內羅畢大學的一部份，而首批由醫學院培訓的學生則於1972年正式畢業。在1971年，王國棟再一次返回香港，出任香港家庭計劃指導會總監，協助宣傳家庭計劃運動，至1973年卸任。此外，他還特別應聯合國世界衛生組織的邀請，在1971年和1974年分別兼任台灣和南韓的醫療顧問，為當地的婦產科醫療服務提供意見。
王國棟在婦科和產科領域具多年的教學和行醫經驗，尤其對絨膜癌、葡萄胎和子宮外孕有比較深入的研究。為肯定他歷年來在婦產科方面的貢獻，王國棟曾獲選為美國產科及婦科協會和愛丁堡產科學會的榮譽院士，以及在1971年獲西澳大學頒授榮譽醫學博士學位。在1978年8月，澳洲婦產科醫學院成立，王國棟復於翌年當選為澳洲婦產科醫學院院士（F.A.C.O.G.），至1980年再因學院獲冠上皇家稱號而改名為澳洲皇家婦產科醫學院院士（F.R.A.C.O.G.）。王國棟與香港大學和港大醫學院深具淵源，為表彰他多年來，特別是戰時和戰後的貢獻，港大特設有以他命名的王國棟產科及婦科獎，到1973年更進一步向他頒授榮譽法學博士學位，以作答謝。在領受港大榮譽博士學位的同一年，王國棟得悉港大醫學院為榮休的秦惠真教授設立第一屆秦惠真講座，他還特別應邀擔任主講嘉賓。香港政府也在香港島半山區堅巷的香港醫學博物館內，特設有王國棟演講室，對他在香港醫療和醫學方面的貢獻予以肯定。

### 晚年生涯
晚年的王國棟在澳洲南珀斯河畔置業安居，過著退休生活，但仍偶有返回香港探望老朋友和舊同事。在1979年，英國皇家婦產科醫學院慶祝創立金禧，王國棟是學院四名仍然在世的創會成員之一。在1987年，港大醫學院舉辦百周年校慶，雖然他已年屆87歲高齡，但仍特意與家人一同返港出席慶祝活動。數年後，王國棟在1991年10月4日於珀斯去世，終年91歲。

## 個人生活

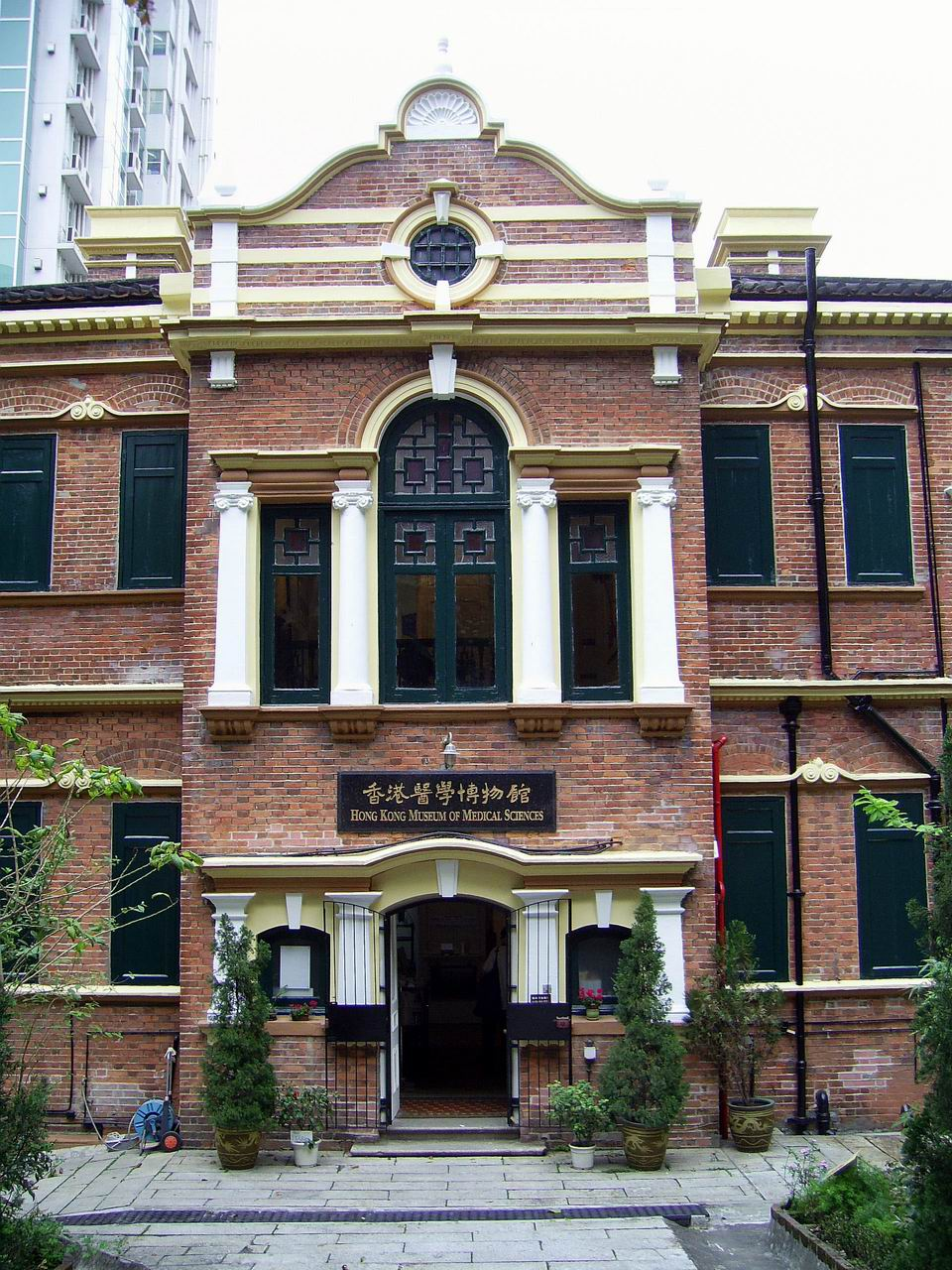
香港醫學博物館內設有王國棟演講室

王國棟在1927年4月9日娶S·T·艾里森（S. T. Ellison）的女兒、同為醫療傳教士的瑪麗·艾里森醫生（Dr. Mary Ellison）為妻，夫婦倆共育有三名女兒，分別名愛麗森（Alison）、瑪嘉烈（Margaret）和愛倫（Ellen）。瑪嘉烈和愛倫均畢業於香港大學醫學院，前者嘗任澳洲塔斯曼尼亞皇家霍巴特醫院血液學家，後者則在坎培拉私人執業；至於長女愛麗森則在蘇格蘭修讀文學士學位，後來曾於西澳大學擔任英文系講師。在二戰爆發前半年，王國棟已先把妻女送往澳洲暫避遠東的緊張局勢，因此香港淪陷的時候，只有王國棟一人留守香港。戰後在港大執教期間，王國棟曾與家人居於在1951年新落成的女生舍堂何東夫人紀念堂，而王國棟夫人更是該舍堂的首任舍監。
在1967年，王國棟因妻子病逝而深受打擊，在1968年6月14日，他再娶家庭友人周默道博士（Dr. Chiu Bek-to，1913年－2005年）為妻。周默道祖籍福建惠安縣，父親為周壽卿牧師，家中三子五女中排行最小。她在1949年前因中國大陸政局動盪而移居香港，於香港大學擔任植物學講師期間認識王國棟，後來長年於英國倫敦大學從事研究和教學工作，並取得博士學位。婚後兩人在晚年長居於澳洲珀斯，王國棟身後，第二任王國棟夫人復遷居英國倫敦，至2005年逝世。她生前為丈夫保管了一些有關於戰時協助港大學生恢復學業的記錄，復由家族後人轉交港大校方保存。
在醫學工作以外，王國棟閒時的主要興趣包括音樂和攝影。

## 部份著作
- "China and modern obstetrics", read before the Hong Kong Nurses and Midwives Association on 18th February 1941. 
  - （直譯：〈中國及現代產科醫學〉，1941年2月18日發表於香港護士及助產士會。）
- Co-authored with Daphne Chun, "Willett's Forceps in Treatment of Placenta Praevia", British Medical Journal, 6 January 1945. 
  - （直譯：與秦惠真合撰，〈前置胎盤治療中使用的維萊特鑷子〉，《英國醫學期刊》，1945年1月6日。）
- "The History of the Tsan Yuk Hospital,1922-1955", The Bulletin of the Hong Kong Chinese Medical Association Vol. 8 No. 1, July 1956. 
  - （直譯：〈1922年至1955年之贊育醫院歷史〉，《香港中華醫學會醫刊》第8期第1號，1956年7月。）
- "The Changing Art of Obstetrics", Medical Journal of Australia Volume: 47(1), 9 April 1960, originally delivered in Arthur Wilson Memorial Oration 1959. 
  - （直譯：〈蛻變中的產科醫學藝術〉，《澳洲醫學期刊》第47（1）期，1960年4月9月，原先發表於1959年的亞瑟·威爾遜紀念演說。）
- "An Episode in the History of the University", The University of Hong Kong Gazette, 1973, originally delivered in the First Daphne Chun Lecture. 
  - （直譯：〈港大的一節歷史〉，《香港大學公報》，1973年，原先發表於第一屆秦惠真講座。）

## 榮譽

### 殊勳
- O.B.E. （1953年6月英女皇加冕授勳名單[40]）

### 榮譽院士
- F.R.C.S. （1926年[4]）
- F.R.C.O.G. （1929年[2]）
- F.R.A.C.S. （1957年[2]）
- F.R.A.C.O.G. （1979年[2]）

### 名譽博士
- 醫學博士
  - 西澳大學 （1971年[2]）
- 法學博士
  - 香港大學 （1973年[2][6]）

### 以他命名的事物
- 王國棟產科及婦科獎（Gordon King Prize in Obstetrics and Gynaecology）：由香港大學醫學院頒發。[32]
- 王國棟演講室（The Gordon King Lecture Room）：位於香港半山區堅巷2號香港醫學博物館一樓展覽廳。[45]

## 注腳
1. 1 2 3 4 5 6 7 8 9 10 11 12 13  Who's Who in Australia (1990), p. 681.
2. 1 2 3 4 5 6 7 8 9 10 11 12 13 14 15  "Emeritus Consultants Biographies - Gordon KING, O.B.E" (2006)
3. 1 2 3 4 5 6  Cunich (2012), pp. 226-227.
4. 1 2  The Medical Register (1993), p. 2280.
5. 1 2 3 4 5 6 7 8  Kan (1988), p. 267.
6. 1 2 3 4 5 6 7 8 9  "Gordon KING, 84th Congregation (1973)" (2010)
7. 1 2 3  〈王國棟教授出任家庭計劃會總監〉（1972年1月12日）
8. ↑  King (1998), p. 85.
9. ↑  "No. 913[永久]", Hong Kong Government Gazette, 25 November 1938.
10. ↑  "No. 905[永久]", Hong Kong Government Gazette, 24 November 1938.
11. 1 2 3  "SUCCESSION LISTS 2012-13" (2012)
12. 1 2 3  OFFICIAL REPORT OF PROCEEDINGS (21 November 1940)
13. 1 2  OFFICIAL REPORT OF PROCEEDINGS (25 September 1941)
14. 1 2  Chow (2000)
15. 1 2  King (1998), p. 86.
16. 1 2  Kan (1988), p. 78.
17. ↑  Mellor (1980), p. 99.
18. ↑  Banham (2009), p. 35.
19. ↑  Chan (2009), p. 106.
20. ↑  King (1998), p. 87.
21. ↑  Mellor (1980), p. 102.
22. 1 2 3 4 5  Kan (1988), p. 79.
23. 1 2 3  King (1998), p. 88.
24. 1 2  Choa (1990), p. 185.
25. 1 2  King (1998), p. 89.
26. ↑  King (1998), p. 90.
27. ↑  King (1998), pp. 90-91.
28. ↑  King (1998), p. 93.
29. ↑  King (1998), p. 92.
30. 1 2 3  King (1998), p. 96.
31. 1 2 3  Choa (1990), p. 183.
32. 1 2 3  Kan (1988), p. 80.
33. ↑  King (1998), p. 97.
34. 1 2 3 4  King (1998), p. 98.
35. 1 2  Kan (1988), p. 81.
36. 1 2  Mellor (1980), p. 109.
37. ↑  Choa (1990), p. 184.
38. 1 2 3 4  Matthews (1998), p. 445.
39. ↑  Kan (1988), p. 104.
40. 1 2  "Supplement to Issue 39863", London Gazette, 26 May 1953, p.36.
41. ↑  Kan (1988), p. 148.
42. ↑  〈本月十二港督主禮港大頒授榮譽學位〉（1973年4月5日）
43. 1 2 3 4 5 6  Matthews (1998), p. 446.
44. ↑  King (1998), p. 102.
45. 1 2  〈王國棟演講室〉（造訪於2012年12月16日）
46. 1 2  Choa (1990), p. 186.
47. ↑  The Medical Directory 1993 (July 1993), p. xiii.
48. 1 2  〈重新發現中國油畫大師〉（2003年9月16日）
49. ↑  Shulman (2001), p. 501.
50. 1 2  The University of Hong Kong Bulletin (23 November 2005), pp. 18-19

### 英文資料
- OFFICIAL REPORT OF PROCEEDINGS. Hong Kong: Hong Kong Legislative Council, 21 November 1940. 網上版本 （页面存档备份，存于）
- OFFICIAL REPORT OF PROCEEDINGS. Hong Kong: Hong Kong Legislative Council, 25 September 1941. 網上版本 （页面存档备份，存于）
- MELLOR, Bernard, The University of Hong Kong: An Informal History. Hong Kong: Hong Kong University Press, 1980. 網上版本
- KAN, Lai-bing, Constancy of Purpose. Hong Kong: Hong Kong University Press, 1988. 網上版本 （页面存档备份，存于）
- CHOA, Gerald H., Heal the Sick Was Their Motto: The Protestant Medical Missionaries in China. Hong Kong: Chinese University Press, 1990. 網上版本
- Who's Who in Australia Vol. 27. Australia: The Herald, 1990.
- The Medical Register 1993, Part 2. Great Britain: The General Medical Council, 1993.
- The Medical Directory 1993, 149th Edition, Part 1. Great Britain: Churchill Livingstone, July 1993.
- KING, Gordon, "An Episode in the History of the University", Dispersal and Renewal: Hong Kong University During the War Years. Hong Kong: Hong Kong University Press, 1998. 網上版本
- MATTHEWS, Clifford, "Epilogue: 'A Bridge between East and West'", Dispersal and Renewal: Hong Kong University During the War Years. Hong Kong: Hong Kong University Press, 1998. 網上版本
- CHOW, Anne W. M., "Root of Hong Kong Midwifery", Hong Kong Journal of Gynaecology, Obstetrics and Midwifery Volume 1, Number 1, 2000, pp. 72–80. 網上版本
- SHULMAN, Frank Joseph, Doctoral Dissertations on Hong Kong 1900-1997. Hong Kong: University of Hong Kong Press, 2001. 網上版本
- The University of Hong Kong Bulletin Volume 7, Number 1. Hong Kong: HeterMedia Services Limited, 23 November 2005. 網上版本 （页面存档备份，存于）
- "Emeritus Consultants Biographies - Gordon KING, O.B.E". Royal Perth Hospital, 2006. 網頁
- BANHAM, Tony, We Shall Suffer There: Hong Kong's Defenders Imprisoned, 1942-45. Hong Kong: Hong Kong University Press, 2009. 網上版本
- CHAN, Sui-jeung, East River Column: Hong Kong Guerrillas in the Second World War and After. Hong Kong: Hong Kong University Press, 2009. 網上版本
- "Gordon KING, 84th Congregation (1973)", The Honorary Graduates. The University of Hong Kong, 2010. 網頁 （页面存档备份，存于）
- CUNICH, Peter, "King, Gordon", Dictionary of Hong Kong Biography. Hong Kong: Hong Kong University Press, 2012.
- "SUCCESSION LISTS 2012-13". The University of Hong Kong, 2012. 網上版本

### 中文資料
- 〈王國棟教授出任家庭計劃會總監〉，《工商日報》第十頁，1972年1月12日。
- 〈本月十二港督主禮港大頒授榮譽學位〉，《華僑日報》第二張第三頁，1973年4月5日。
- 〈重新發現中國油畫大師〉，《廈門晚報》，2003年9月16日。網上版本 （页面存档备份，存于）
- 〈王國棟演講室〉。香港醫學博物館，造訪於2012年12月16日。網頁

## 外部連結
- "Missing Student Records Retrieved （页面存档备份，存于）", The University of Hong Kong Bulletin Volume 7, Number 1, 23 November 2005.
- "Emeritus Consultants Biographies - Gordon KING, O.B.E". Royal Perth Hospital, 2006.

| 學術機關職務            | 學術機關職務                                      | 學術機關職務        |
| ----------------------- | ------------------------------------------------- | ------------------- |
| 前任： W·C·W·尼克森教授 | 香港大學醫學院 產科及婦科學系系主任 1938年-1941年 | 繼任： 香港淪陷時期 |
| 前任： 賴廉士教授       | 香港大學醫學院院長 1940年-1941年                  | 繼任： 香港淪陷時期 |
| 前任： 香港大學停課     | 香港大學醫學院 產科及婦科學系系主任 1947年-1956年 | 繼任： 秦惠真教授   |
| 前任： 香港大學停課     | 香港大學醫學院院長 1948年-1949年                  | 繼任： 彭斐爾博士   |
| 前任： 彭斐爾博士       | 香港大學醫學院院長 1951年-1954年                  | 繼任： 啟真道博士   |
| 前任： 懸缺             | 香港大學副校長 1954年-1955年                      | 繼任： 懸缺         |